# Далматински острови
Далматинските острови (на хърватски: dalmatinski otoka) е архипелаг, състоящ се от 1246 острова, разположени в Адриатическо море, под хърватски суверенитет. Простират се на протежение от 390 km от град Риека на северозапад до град Дубровник на югоизток. Обща площ - 3260 km². Население - 121 606 души (2001). 

## Физикогеографски особености
Островите са се отделили от Балканския полуостров в резултат от потъване на западното му планинско крайбрежие и частично морско наводняване на крайбрежните долини, в резултат на което са се образували живописни заливи и протоци. Това характерно крайбрежие носи името далматински тип бряг. Островите са съставени главно от мезозойски варовици, в които широко са застъпени карстовите форми на релефа. Пейзажът е представен от силно разчленени хълмове и ниски планини с максимална височина - 778 m на остров Брач. Флората е доминирана от средиземноморски храсти. Отглеждат се лозя, маслини, цитруси и е развито зеленчукопроизводството и овцевъдството. Далматинските острови са прочута туристическа дестинация. На островите има три национални парка – Бриюни, Корнати и Млет.

## По-големи острови
Островите се делят на две групи – севернодалматински и южнодалматински.
По-големите далматински острови (с площ над 50 км²) са:
- Крък
- Црес
- Брач
- Хвар
- Паг
- Корчула
- Дуги оток
- Млет
- Раб
- Вис
- Лошин
- Пашман
- Шолта
- Углян